# Shūichi Gonda
Shūichi Gonda (jap. 権田修一, Gonda Shūichi; * 3. März 1989 in Setagaya-ku, Tokio) ist ein japanischer Fußballtorwart.

## Karriere

### Verein
Shūichi Gonda spielte seit 2001 für den FC Tokyo und gehörte ab 2007 fest zum Profikader. Für den Verein absolvierte er in der J-League und J2 League (2011) bis Ende 2015 insgesamt 203 Spiele. Im Januar 2016 wechselte er für ein Jahr auf Leihbasis zum österreichischen Regionalligisten SV Horn. In seinem zweiten Spiel gegen die SV Oberwart zog er sich nach einem Zusammenprall einen Schienbeinbruch zu und fiel damit bis zum Saisonende aus. Mit Horn konnte er in der Saison 2015/16 in den Profifußball aufsteigen. Im Januar 2017 kehrte er zunächst zu Tokyo zurück. Mitte des Monats wurde sein Vertrag beim Erstligisten aufgelöst. Im Februar 2017 wechselte er zu Sagan Tosu. Hier stand er zwei Jahre unter Vertrag. Für Tosu absolvierte er 67 Spiele. Ende Januar 2019 ging er wieder nach Europa. Hier unterschrieb er einen Vertrag in Portugal beim Erstligisten Portimonense SC in Portimão. Anfang Januar 2021 wurde er vom japanischen Erstligisten Shimizu S-Pulse ausgeliehen. Nach der Ausleihe wurde er im Januar 2022 von dem Verein aus Shimizu fest unter Vertrag genommen. Am Ende der Saison 2022 musste er mit dem Verein als Tabellenvorletzter in die zweite Liga absteigen. Am Ende der Saison 2024 feierte er die Meisterschaft und stieg in die erste Liga auf. Nachdem sein Vertrag nicht mehr verlängert worden war, schloss er sich nach kurzer Vereinslosigkeit dem ungarischen Erstligisten Debreceni Vasutas SC an.

### Nationalmannschaft
Gonda debütierte am 6. Januar 2010 für die japanische Fußballnationalmannschaft im Spiel gegen den Jemen (3:2). 2012 nahm er mit Japan an den Olympischen Spielen in London teil und belegte mit der Mannschaft den vierten Platz. Auch bei der Fußball-Weltmeisterschaft 2022 wurde er als Stammkeeper aufgeboten und absolvierte dort sein 38. und letztes A-Länderspiel.

## Erfolge
Verein
- Japanischer Ligapokalsieger: 2009
- Japanischer Pokalsieger: 2011

Nationalmannschaft
- Ostasienmeister: 2013